# Benson & Hedges World Series Cup 1983/84
Die Benson & Hedges World Series Cup 1983/84 war ein Drei-Nationen-Turnier, das vom 8. Januar bis zum 12. Februar 1984 in Australien im ODI-Cricket ausgetragen wurde. Bei dem zur internationalen Cricket-Saison 1983/84 gehörenden Turnier nahmen neben dem Gastgeber die Mannschaften aus Pakistan und den West Indies teil. Die West Indies gewannen die Finalserie gegen Australien mit 2–0.

## Vorgeschichte
Australien und Pakistan spielten zuvor eine Tour gegeneinander, die West Indies spielten zuvor eine Tour in Indien.

## Format
In einer Vorrunde spielte jede Mannschaft gegen jede fünf Mal. Für einen Sieg gibt es zwei, für ein Unentschieden oder No Result 1 Punkt. Die beiden besten Mannschaften spielten in einer Final-Serie über drei Spiele den Sieger des Turniers aus.

## Stadien
Die folgenden Stadien wurden für das Turnier ausgewählt.
| Stadion                  | Stadt     | Kapazität | Spiele                                |
| ------------------------ | --------- | --------- | ------------------------------------- |
| Adelaide Oval            | Adelaide  | 53.583    | 11. & 12. Spiel;                      |
| The Gabba                | Brisbane  | 42.000    | 4. & 5. Spiel                         |
| Melbourne Cricket Ground | Melbourne | 100.024   | 1., 3., 8., 9. Spiel; 2. & 3. Finale  |
| WACA Ground              | Perth     | 20.000    | 14. & 15. Spiel                       |
| Sydney Cricket Ground    | Sydney    | 48.000    | 2., 6., 7., 10., 13. Spiel; 1. Finale |

## Kaderlisten
Die Teams benannten die folgenden Kader.
| ODI | ODI | ODI | ODI |
| Australien | Pakistan | West Indies |     |
| --- | --- | --- | --- |
| - Kim Hughes (K) - Terry Alderman - Allan Border - David Boon - Tom Hogan - Rodney Hogg - David Hookes - Dean Jones - Geoff Lawson - Ken MacLeay - John Maguire - Rod Marsh (wk) - Greg Matthews - Wayne Phillips (wk) - Carl Rackemann - Greg Ritchie - Steve Smith - Kepler Wessels - Graham Yallop | - Imran Khan (K) - Javed Miandad (VK) - Abdul Qadir - Azeem Hafeez - Ashraf Ali (wk) - Ijaz Faqih - Mansoor Akhtar - Mohammad Nazir - Mohsin Khan - Mudassar Nazar - Qasim Umar - Rashid Khan - Saleem Malik - Sarfaz Nawaz - Tahir Naqqash - Wasim Bari (wk) - Wasim Raja | - Clive Lloyd (K) - Viv Richards (VK) - Eldine Baptiste - Wayne Daniel - Winston Davis - Jeff Dujon (wk) - Richard Gabriel - Joel Garner - Larry Gomes - Desmond Haynes - Michael Holding - Gus Logie - Malcolm Marshall - Viv Richards - Richie Richardson |     |

## Spiele

### Vorrunde
Tabelle
| Teams       | Sp. | S | N | U | R | NR | Punkte |
| ----------- | --- | - | - | - | - | -- | ------ |
| West Indies | 10  | 8 | 2 | 0 | 0 | 0  | 16     |
| Australien  | 10  | 5 | 4 | 0 | 0 | 1  | 11     |
| Pakistan    | 10  | 1 | 8 | 0 | 0 | 1  | 3      |

Sieg: 2 Punkte; Remis: 1 Punkte
Spiele
| 8. Januar Scorecard | Melbourne | West Indies 221-7 (50)          | – | Australien 194 (46) |
|                     |           | West Indies gewinnt mit 27 Runs |   |                     |

Die West Indies gewannen den Münzwurf und entschieden sich als Schlagmannschaft zu beginnen. Als Spieler des Spiels wurde Viv Richards ausgezeichnet.
| 10. Januar Scorecard | Sydney | Australien 264-8 (50)          | – | Pakistan 230-9 (50) |
|                      |        | Australien gewinnt mit 34 Runs |   |                     |

Pakistan gewann den Münzwurf und entschied sich als Feldmannschaft zu beginnen. Als Spieler des Spiels wurde Kepler Wessels ausgezeichnet.
| 12. Januar Scorecard | Melbourne | Pakistan 208-8 (50)          | – | West Indies 111 (41.4) |
|                      |           | Pakistan gewinnt mit 97 Runs |   |                        |

Pakistan gewann den Münzwurf und entschied sich als Schlagmannschaft zu beginnen. Als Spieler des Spiels wurde Qasim Umar ausgezeichnet.
| 14. Januar Scorecard | Brisbane | Pakistan 174-9 (50)               | – | West Indies 175-5 (40.2) |
|                      |          | West Indies gewinnt mit 5 Wickets |   |                          |

Pakistan gewann den Münzwurf und entschied sich als Schlagmannschaft zu beginnen. Als Spieler des Spiels wurde Mudassar Nazar ausgezeichnet.
| 15. Januar Scorecard | Brisbane | Pakistan 184-6 (42) | – | Australien 15-0 (3.5) |
|                      |          | No Result           |   |                       |

Pakistan gewann den Münzwurf und entschied sich als Schlagmannschaft zu beginnen. Das Spiel wurde auf Grund von Regenfällen abgebrochen.
| 17. Januar Scorecard | Sydney | West Indies 223-7 (49/49)       | – | Australien 195-9 (49/49) |
|                      |        | West Indies gewinnt mit 28 Runs |   |                          |

Die West Indies gewannen den Münzwurf und entschieden sich als Schlagmannschaft zu beginnen. Als Spieler des Spiels wurde Desmond Haynes ausgezeichnet.
| 19. Januar Scorecard | Sydney | Pakistan 184-8 (50)               | – | West Indies 185-5 (48.3) |
|                      |        | West Indies gewinnt mit 5 Wickets |   |                          |

Pakistan gewann den Münzwurf und entschied sich als Schlagmannschaft zu beginnen. Als Spieler des Spiels wurde Richie Richardson ausgezeichnet.
| 21. Januar Scorecard | Melbourne | Australien 209-8 (50)          | – | Pakistan 166 (45) |
|                      |           | Australien gewinnt mit 43 Runs |   |                   |

Australien gewann den Münzwurf und entschied sich als Schlagmannschaft zu beginnen. Als Spieler des Spiels wurde Kepler Wessels ausgezeichnet.
| 22. Januar Scorecard | Melbourne | West Indies 252-6 (50)          | – | Australien 226 (49.5) |
|                      |           | West Indies gewinnt mit 26 Runs |   |                       |

Die West Indies gewannen den Münzwurf und entschieden sich als Schlagmannschaft zu beginnen. Als Spieler des Spiels wurde Viv Richards ausgezeichnet.
| 25. Januar Scorecard | Sydney | Australien 244-8 (50)          | – | Pakistan 157 (47.2) |
|                      |        | Australien gewinnt mit 87 Runs |   |                     |

Australien gewann den Münzwurf und entschied sich als Schlagmannschaft zu beginnen. Als Spieler des Spiels wurde Steve Smith ausgezeichnet.
| 28. Januar Scorecard | Adelaide | Pakistan 177-8 (50)              | – | West Indies 180-9 (49.1) |
|                      |          | West Indies gewinnt mit 1 Wicket |   |                          |

Pakistan gewann den Münzwurf und entschied sich als Schlagmannschaft zu beginnen. Als Spieler des Spiels wurde Malcolm Marshall ausgezeichnet.
| 29. Januar Scorecard | Adelaide | Australien 165-7 (50)             | – | West Indies 169-4 (45.1) |
|                      |          | West Indies gewinnt mit 6 Wickets |   |                          |

Australien gewann den Münzwurf und entschied sich als Schlagmannschaft zu beginnen. Als Spieler des Spiels wurde Gus Logie ausgezeichnet.
| 30. Januar Scorecard | Sydney | Australien 210-8 (50)          | – | Pakistan 140 (45.2) |
|                      |        | Australien gewinnt mit 70 Runs |   |                     |

Australien gewann den Münzwurf und entschied sich als Schlagmannschaft zu beginnen. Als Spieler des Spiels wurde Kepler Wessels ausgezeichnet.
| 4. Februar Scorecard | Perth | Pakistan 182-7 (50)               | – | West Indies 183-3 (45) |
|                      |       | West Indies gewinnt mit 7 Wickets |   |                        |

Pakistan gewann den Münzwurf und entschied sich als Schlagmannschaft zu beginnen. Als Spieler des Spiels wurde Viv Richards ausgezeichnet.
| 5. Februar Scorecard | Perth | Australien 211-8 (50)          | – | Pakistan 197 (43.3) |
|                      |       | Australien gewinnt mit 14 Runs |   |                     |

Australien gewann den Münzwurf und entschied sich als Schlagmannschaft zu beginnen. Als Spieler des Spiels wurde Michael Holding ausgezeichnet.

### Finalserie
| 8. Februar Scorecard | Sydney | Australien 160 (44.4/46)          | – | West Indies 161-1 (43.1/46) |
|                      |        | West Indies gewinnt mit 9 Wickets |   |                             |

Die West Indies gewannen den Münzwurf und entschieden sich als Feldmannschaft zu beginnen.
| 11. Februar Scorecard | Melbourne | West Indies 222-5 (50) | – | Australien 222-9 (50) |
|                       |           | Unentschieden          |   |                       |

Die West Indies gewannen den Münzwurf und entschieden sich als Schlagmannschaft zu beginnen.
| 12. Februar Scorecard | Melbourne | Australien 212-8 (50)             | – | West Indies 213-4 (45.3) |
|                       |           | West Indies gewinnt mit 6 Wickets |   |                          |

Die West Indies gewannen den Münzwurf und entschieden sich als Schlagmannschaft zu beginnen. Als Spieler des Spiels wurde Joel Gardner ausgezeichnet.

## Statistiken
Die folgenden Cricketstatistiken wurden bei dieser Tour erzielt.
| ODIs            | ODIs        | ODIs    | ODIs    | ODIs    | ODIs    | ODIs    | ODIs    | ODIs    |
| Batting         | Batting     | Batting | Batting | Batting | Batting | Batting | Batting | Batting |
| Spieler         | Mannschaft  | Spiele  | Innings | Runs    | Average | HS      | 100s    | 50s     |
| --------------- | ----------- | ------- | ------- | ------- | ------- | ------- | ------- | ------- |
| Kepler Wessels  | Australien  | 13      | 13      | 495     | 41,25   | 92      | 0       | 6       |
| Desmond Haynes  | West Indies | 13      | 13      | 450     | 40,90   | 108*    | 1       | 4       |
| Viv Richards    | West Indies | 12      | 11      | 348     | 31,63   | 106     | 1       | 2       |
| Kim Hughes      | Australien  | 13      | 12      | 309     | 25,75   | 71      | 0       | 4       |
| Javed Miandad   | Pakistan    | 10      | 10      | 295     | 29,50   | 67      | 0       | 2       |
| Bowling         |             |         |         |         |         |         |         |         |
| Spieler         | Mannschaft  | Spiele  | Overs   | Wickets | Average | BBI     | 5W      | 10W     |
| Michael Holding | West Indies | 12      | 113.2   | 23      | 17,86   | 4/26    | 0       | 0       |
| Rodney Hogg     | Australien  | 13      | 119.0   | 22      | 21,86   | 4/33    | 0       | 0       |
| Carl Rackemann  | Australien  | 13      | 120.2   | 19      | 23,89   | 5/16    | 1       | 0       |
| Wayne Daniel    | West Indies | 10      | 92.0    | 16      | 23,06   | 3/27    | 0       | 0       |
| Abdul Qadir     | Pakistan    | 8       | 76.0    | 15      | 18,13   | 5/53    | 1       | 0       |